# كويتشي موري
كويتشي موري (باليابانية: 森浩一) (و. 1928 – 2013 م) هو عالم آثار، ولد في أوساكا، توفي عن عمر يناهز 85 عاماً.

## التعليم
تعلم في جامعة دوشيشا.